# بيتر ساندرسون
بيتر ساندرسون (بالإنجليزية: Peter Sanderson)‏ هو محاضر ومؤرخ أمريكي، ولد في 25 أبريل 1952 في ميلتون في الولايات المتحدة.